# Кистехвост степной
Кистехвост степной, или кистехвост сомнительный, или кистехвост юго-восточный (Orgyia dubia = Teia dubia) — вид бабочек из подсемейства волнянок (Lymantriinae). У представителей этого вида очень ярко выражен половой диморфизм.

## Описание

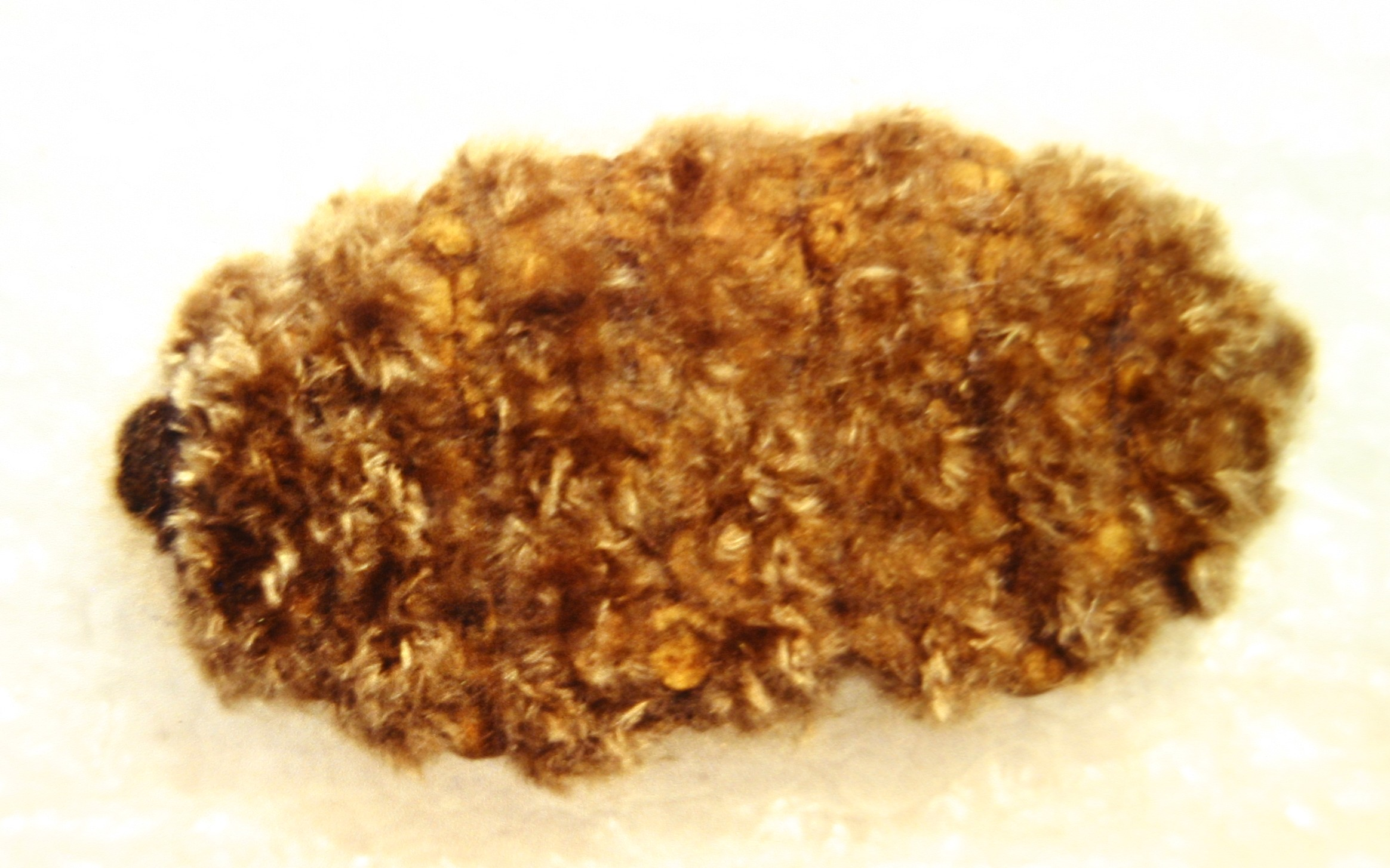
Самка

Выражен резкий половой диморфизм. Самки, в отличие от самцов, бескрылые, лишены усиков, глаз и ног. Длина переднего крыла самцов 12—13 мм. Размах крыльев самцов 17—25 мм. Голова, грудь, брюшко покрыты длинными и густыми волосками. Ноги покрыты короткими волосками. Передние крылья округлой формы. Крылья желтоватого или желтовато-бежевого цвета с контрастными чёрными размытыми перевязями, поперечными полосами и пятнами. Задние крылья золотисто-оранжевые с широкой каймой чёрного цвета вдоль переднего и внешнего края. Хоботок недоразвит. Самка практически состоит из одного толстого продолговато-округлого брюшка, полностью опушенного короткими волосками от серо-желтого до коричнево-жёлтого цвета. Длина тела самок составляет от 13 до 18 мм, ширина от 8 до 10 мм.

## Ареал
Средиземноморье и Южная Европа, Испания, Португалия, Сицилия, Турция (Европейская часть), Украина, Крым, юг европейской части России, Южный Урал, юг Западной Сибири (Новосибирская область: Карасукский район; Алтайский край: Ключи), окрестности Иркутска, Молдавия, Северная Африка до Египта, Палестина, Кипр, Сирия, Иран, Малая Азия, Армения, Казахстан, Центральная Азия, Западная Монголия и Северо-Западный Китай.
Бабочки встречаются преимущественно в степных и остепенённых ландшафтах, лугами, открытых лесистых местностях. В горах обитает на высоте до 3300 метров над уровнем моря.
На территории материковой Украины известны единичные находки в Днепропетровской, Донецкой и Запорожской областях. В Крыму вид впервые обнаружен в районе Перекопского перешейка и в Евпатории в 1990 году. На территории Крымского полуострова известен в Присивашье, а также окрестностях Евпатории, где населяет засоленные травянистые участки на ракушечных пляжах и песках, окраинах солончаков.

## Биология

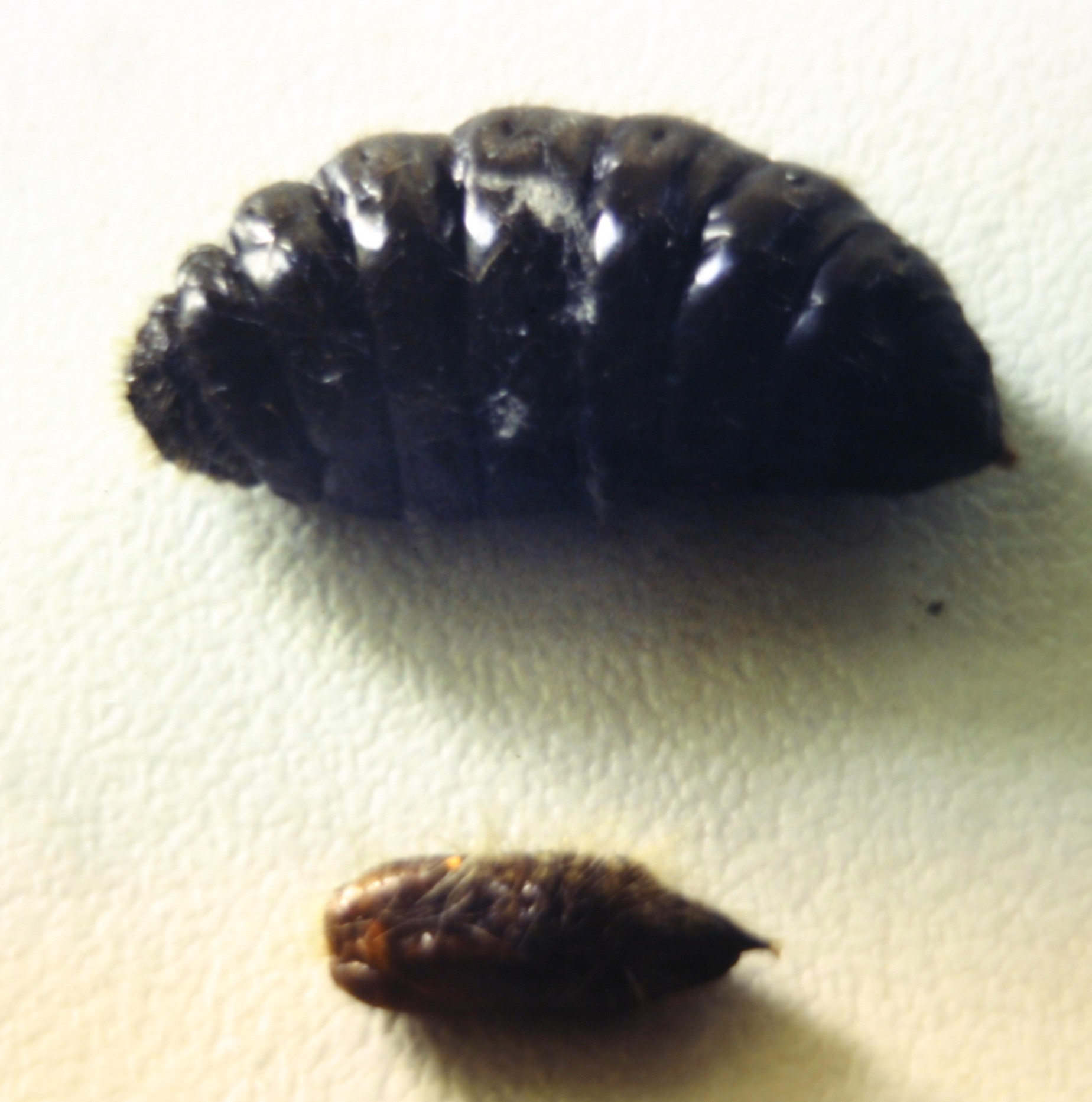
Куколка самки (сверху) и самца

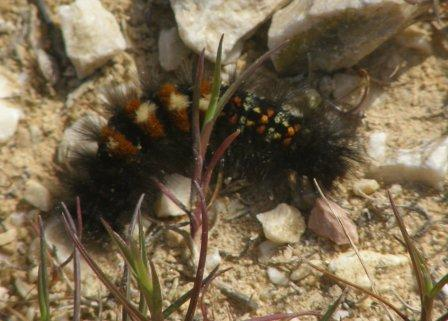
Гусеница

В зависимости от участка ареала развивается в двух, трёх или четырёх поколениях. Первое поколение встречается в начале июня, второе — в конце июля, третье — в начале сентября, четвёртое — в начале октября.
Самка никогда не покидает кокон, в котором окукливалась гусеница. Самцы активны в течение дня и быстро летают в поисках самок. Самец отыскивает самку по запаху феромонов, проделывает в её коконе лапками отверстие и проникает внутрь него. Спаривание происходит внутри кокона и продолжается около 15 минут. После спаривания самец покидает кокон, а самка спустя уже несколько часов приступает к откладыванию яиц. Яйца гладкие, беловатые, почти сферические, диаметром около 1,5 мм. Одна самка откладывает 50—200 яиц. Стадия яйца длится 9 дней. К моменту выхода гусениц самка остается живой. Гусеницы, отродившиеся внутри кокона, начинают питаться самкой, полностью съедая её ко второму дню. После этого гусеницы выходят из кокона и приступают к питанию растительной пищей. Гусеницы являются полифагами (многоядны) — могут кормиться листьями растений из семейства маревых, бобовых, розоцветных, могут также питаться на крестоцветных, гречишных и других. Могут питаться почками и листьями дубов. Гусеницы пёстро окрашенные, зеленовато-серые с голубоватыми и чёрными пятнами. Бока тела и задняя часть спины с ярко-красными бородавками с длинными беловатыми волосками. В передней части спины располагается 4 крупные чёрно-белые пучка густых волосков. Волоски гусениц ядовитые и легко обламываются, при попадании на кожу человека вызывают местную воспалительную реакцию. Окукливаются на кормовых растениях в густом сероватом или желтоватом коконе. В последнем возрасте гусеница будущих самцов имеет размеры 15—16 мм, а самки — 25—26 мм. Стадия куколки у самцов длится 9—11 дней, у самки — всего 4 дня. Зимующей стадией являются яйца последнего поколения в году.